# Дмовская-Анджеюк, Данута
Данута Дмовская-Анджеюк (урождённая Дмовская, пол. Danuta Dmowska-Andrzejuk; род. 1 марта 1982, Варшава) — польская фехтовальщица и государственный деятель. Министр спорта и туризма Польши с 27 ноября по 13 декабря 2023 года. В прошлом — министр спорта Польши (2019—2020). Золотой призёр чемпионата мира по фехтованию на шпагах (2005).

## Биография
Родилась 1 марта 1982 года в Варшаве.
В 1997–2001 годах училась в 45-й средней школе имени Ромуальда Траугутта в Варшаве. В 2006 году получила степень магистра физического воспитания в Академии физического воспитания имени Юзефа Пилсудского (AWF) в Варшаве. Окончила факультет дизайна интерьера в Университете экологии и менеджмента (WSEiZ) в Варшаве.
Служила в армии. В 2006 году получила штатную должность в Варшавском гарнизоне.

## Спортивная карьера
С 1992 года выступала за центральный спортивный клуб армии «Легия» из Варшавы. В 2007—2012 годах за клуб «АЗС» при Академии физического воспитания имени Юзефа Пилсудского (AWF) в Варшаве. С 2013 года — за клуб «АЗС» при Академии физического воспитания имени Ежи Кукучки (AWF) в Катовице.
Пять раз становилась чемпионом Польши по фехтованию на шпагах в личном первенстве (2004, 2006, 2008, 2009, 2011).
29 января 2005 года заняла второе место на Кубке мира по фехтованию в Праге. Заняла второе место на чемпионате Европы по фехтованию 2005 года в венгерском городе Залаэгерсег на шпагах в командном первенстве. Заняла третье место на Гран-при в Барселоне 3 июня 2005 года. Заняла первое место на чемпионате мира по фехтованию 2005 года в Лейпциге на шпагах в личном первенстве. 25 марта 2006 года заняла третье место на Кубке мира по фехтованию в Люксембурге. 21 марта 2009 года заняла третье место на Кубке мира по фехтованию в городе Лобня Московской области. Заняла второе место на чемпионате Европы по фехтованию 2009 года в болгарском городе Пловдив на шпагах в командном первенстве. Заняла первое место на чемпионате Европы по фехтованию 2010 года в Лейпциге на шпагах в командном первенстве.

## Общественная и политическая деятельность
Была вице-президентом Польской женской спортивной ассоциации, основанной в 1994 году Иреной Шевиньской и Марией Квасьневской, продвигающей девочек и женщин в спорте.
5 декабря 2019 года президент Польши Анджей Дуда назначил её министром спорта Польши в правительстве под руководством премьер-министра Матеуша Моравецкого. Сменила Матеуша Моравецкого, который временно исполнял обязанности. 26 сентября 2020 года подписано новое коалиционное соглашение Объединённых правых сил Польши. Количество министерств сокращено с 20 до 14. Министерство спорта ликвидировано, его функции переданы Министерству культуры, национального наследия и спорта. 6 октября 2020 года приведено к присяге новое правительство, министром культуры, национального наследия и спорта стал Пётр Глиньский.
Координировала вакцинацию против COVID-19 польских спортсменов.
В 2021—2023 годах была президентом компании SuperLIGA SA, управлявшей клубными соревнованиями по теннису — Суперлигой и Первой лигой.
Является членом комитета по интеграции Польской ассоциации фехтования (PZS). В 2021 году была назначена заместителем председателя Оргкомитета празднования 100-летия Польской ассоциации фехтования.
Назначена членом совета по делам женщин и спорта Европейской конфедерации фехтования (EFC) на 2021—2024 годы.
На парламентских выборах 15 октября 2023 года безуспешно баллотировалась в Сейм от правящей партии «Право и справедливость» в избирательном округе № 19 (Варшава).
27 ноября 2023 года приведена к присяге как министр спорта и туризма в правительстве под руководством премьер-министра Матеуша Моравецкого. 13 декабря правительство Моравецкого ушло в отставку в связи с тем, что 11 декабря не получило вотум доверия при голосовании в Сейме.

## Личная жизнь
Замужем с 2007 года. Муж — фехтовальшик Роберт Анджеюк (род. 1975), серебряный призёр летних Олимпийских игр 2008 года на шпагах в командном первенстве. У пары трое детей.

## Награды
- 2011 — золотой крест Заслуги
- 2021 — золотой знак «За заслуги перед спортом», вручаемый министром спорта[11]